# 彭頓 (新澤西州)
彭頓（英語：Penton）是位於美國新澤西州塞勒姆縣的非建制地區。

## 地理
彭頓所處的海拔為高於海平面10米（即33英呎），而該地所採用的時區為UTC-5，即北美东部时区（EST）。同時該地設有夏令時間，為UTC-5調快一小時，即UTC-4（EDT）。